# 차금철
차금철(1987년 7월 19일~)은 조선민주주의인민공화국의 역도 선수이다.